# Șapovalove, Nedrîhailiv
Șapovalove (în ucraineană Шаповалове) este un sat în comuna Vilșana din raionul Nedrîhailiv, regiunea Sumî, Ucraina.

## Demografie
Componența lingvistică a localității Șapovalove
     Ucraineană (100%)
Conform recensământului din 2001, toată populația localității Șapovalove era vorbitoare de ucraineană (100%).